# نور العزه انور
نور العزه انور (انگلیسی: Nurul Izzah Anwar؛ زادهٔ ۱۹ نوامبر ۱۹۸۰) سیاستمدار اهل مالزی است.